# 香港節日與公眾假期
香港節日與公眾假期主要有兩種，分別是根據《香港法例》第149章《公眾假期條例》規定的“公眾假期”（條例包括星期日，但本條目所有公眾假期天數，均不包括星期日），和《香港法例》第57章《僱傭條例》規定的“法定假日”。公眾假期和法定假日除了數量不同外，適用對象也有所不同：
- 一般而言，銀行、教育機構、企業機構、公共機構辦事處和政府部門是根據《公眾假期條例》的規定放假，其僱員可享每年17天公眾假期（俗稱銀行假，源自英国银行假日）。
- 如非上述機構，則只須根據《僱傭條例》規定的法定假日放假，其僱員可享每年14天法定假日（俗稱勞工假）；但亦有不少公司或機構給予僱員《公眾假期條例》規定的17天假期，下文將有詳盡介紹。

另有部份機構是全年運作，不論是根據公眾假期或法定假日放假，其僱員亦未必會在公眾假期或法定假日當天放假，或會以個別僱員輪流另日補假的方式放假。

## 香港假期的種類

### 公眾假期
本表列出香港的所有公眾假期，其中若同時是法定假日，則以黃色顯示。除特別註明外，所有公眾假期如與星期日或其它公眾假期重疊，會於下一個工作日補假。部份依據農曆日期的公眾假期，會註明其農曆日期。
| 假期名稱                 | 公曆 （西曆） | 華夏曆法/ 農曆 | 假期簡介及備註 |
| ------------------------ | --- | -------------- | --- |
| 星期日/ 星期天/ 週日     | 所有星期日 （所有星期天）                                                                                         |                | 大部份的基督宗教教會逢星期日舉行主日崇拜。 不是法定假日，但根據法定假日放假的機構，如非服務行業，通常都以此日為每週休息日。 如與公眾假期重疊，該公眾假期於下一個工作日（通常是星期一）補假。 |
| 元旦                     | 1月1日 |                | 公曆新年，通稱元旦，慶祝新一年的開始。 如當日為星期日，1月2日星期一將訂為補假日。 |
| 農曆年初一               | 1月21日至2月22日其中連續三天 即最早為1月21日至23日、最晚為2月20日至22日                                           | 正月初一       | 農曆新年，是中國華夏曆法的一個新年。 亦稱新年、過年，慶祝農曆新一年的開始，會在這個時候拜年。 吉祥物是財神和該年生肖動物。 如農曆年初一、年初二或年初三任何一天為星期日，農曆年初四將訂為補假日。 1983年至2010年間，如農曆年初一、年初二或年初三為星期日，農曆年初一的前一日（即農曆十二月廿九或三十）將訂為補假日。首次發生在1983年2月12日星期六，而最後一次則發生在2010年2月13日星期六。 |
| 農曆年初二               | 1月21日至2月22日其中連續三天 即最早為1月21日至23日、最晚為2月20日至22日                                           | 正月初二       | 農曆新年，是中國華夏曆法的一個新年。 亦稱新年、過年，慶祝農曆新一年的開始，會在這個時候拜年。 吉祥物是財神和該年生肖動物。 如農曆年初一、年初二或年初三任何一天為星期日，農曆年初四將訂為補假日。 1983年至2010年間，如農曆年初一、年初二或年初三為星期日，農曆年初一的前一日（即農曆十二月廿九或三十）將訂為補假日。首次發生在1983年2月12日星期六，而最後一次則發生在2010年2月13日星期六。 |
| 農曆年初三               | 1月21日至2月22日其中連續三天 即最早為1月21日至23日、最晚為2月20日至22日                                           | 正月初三       | 農曆新年，是中國華夏曆法的一個新年。 亦稱新年、過年，慶祝農曆新一年的開始，會在這個時候拜年。 吉祥物是財神和該年生肖動物。 如農曆年初一、年初二或年初三任何一天為星期日，農曆年初四將訂為補假日。 1983年至2010年間，如農曆年初一、年初二或年初三為星期日，農曆年初一的前一日（即農曆十二月廿九或三十）將訂為補假日。首次發生在1983年2月12日星期六，而最後一次則發生在2010年2月13日星期六。 |
| 清明節                   | 4月4日、5日或6日之其中一天 （現時清明節已不再出現於4月6日）                                                       |                | 春分之後的二十四節氣，傳統上是登山掃墓、拜祭先人的日子。 唯一以二十四節氣作為公眾假期。 如當日為星期日，該日之後的星期一將訂為補假日。 |
| 耶穌受難節               | 3月20日至4月26日其中一個連續的星期五、六、一，連同星期日，連續四天假期 即最早為3月20日至23日、最晚為4月23日至26日 |                | 日期根據復活節計算表冊而定（有爭議，詳見復活節日期爭議條目）。 如3月21日春分當日適逢月圓日，則復活節會在春分後首個星期日（但如春分適逢星期日，則復活節不會在當天，而是在一個星期後的3月28日星期日）；如春分當日非月圓日，則復活節會在春分後首個月圓日再之後的首個星期日（倘若月圓日適逢星期日，則復活節不會在當天，而是在之後的一個星期日）。但2021年罕有地不是出現在月圓日（3月26日星期五）後的星期日（3月28日），而是在那個星期日後再過多七天的星期日（4月4日）。 注意計算復活節的「春分」和「月圓」，是根據天主教會曆書的定義，和天文學的定義略有不同。計算復活節的「春分」，固定在3月21日（二十四節氣的「春分」則圍繞3月20日至22日之間，故未必是同一天），「月圓」相當於農曆二月十四日或閏二月十四日或三月十四日。 根據此計算法，復活節最早在3月22日，最晚在4月25日。 在香港，假期則是復活節前兩天（星期五、星期六）的耶穌受難節、耶穌受難節翌日，及後一天（星期一）的復活節星期一（復活節補假日）。 耶穌受難節是悼念耶穌受難，復活節則是歡慶耶穌復活。坊間通常把這三天假期泛稱「復活節」，甚少提及「耶穌受難節」。 此假期可能與清明節重疊，例如1969年、1980年、1985年、1988年、1999年、2010年、2015年、2021年、2026年等，其中2021年的清明節為4月4日星期日，翌日4月5日星期一補假，但4月5日星期一又與復活節星期一重疊，故4月6日星期二以「復活節星期一翌日」名義再補假，並出現三個罕見之處： 1. （半罕見）出現連續五天的長假期，而且無須請假也能直接連放。不過在2026年或之前，出現五天假期的機會為一般，未算真正的罕見，如1988年、1996年、1999年、2007年、2010年等，每三至六年出現一次。 2. （極罕見）出現連續兩天補假日子。（註：不是連續兩天假期） 3. （最罕見）出現以「復活節星期一翌日」名義的假期。 在1969年，由於清明節（4月5日，星期六）與耶穌受難節翌日同在一日，故安排於3月31日（星期一）補假。 在1980年，由於清明節（4月4日，星期五）與耶穌受難節同在一日，故安排於3月31日（星期一）補假。 在1985年，由於清明節（4月5日，星期五）與耶穌受難節同在一日，故安排於7月29日（星期一）補假。 1988年起，如泛復活節假期與清明節同在一日，故該假期之後第一個工作日將訂為補假日。 現時不是法定假日，復活節星期一、耶穌受難節和耶穌受難節翌日，將分別於2026年、2028年和2030年起成為法定假日。 |
| 耶穌受難節翌日           | 3月20日至4月26日其中一個連續的星期五、六、一，連同星期日，連續四天假期 即最早為3月20日至23日、最晚為4月23日至26日 |                | 日期根據復活節計算表冊而定（有爭議，詳見復活節日期爭議條目）。 如3月21日春分當日適逢月圓日，則復活節會在春分後首個星期日（但如春分適逢星期日，則復活節不會在當天，而是在一個星期後的3月28日星期日）；如春分當日非月圓日，則復活節會在春分後首個月圓日再之後的首個星期日（倘若月圓日適逢星期日，則復活節不會在當天，而是在之後的一個星期日）。但2021年罕有地不是出現在月圓日（3月26日星期五）後的星期日（3月28日），而是在那個星期日後再過多七天的星期日（4月4日）。 注意計算復活節的「春分」和「月圓」，是根據天主教會曆書的定義，和天文學的定義略有不同。計算復活節的「春分」，固定在3月21日（二十四節氣的「春分」則圍繞3月20日至22日之間，故未必是同一天），「月圓」相當於農曆二月十四日或閏二月十四日或三月十四日。 根據此計算法，復活節最早在3月22日，最晚在4月25日。 在香港，假期則是復活節前兩天（星期五、星期六）的耶穌受難節、耶穌受難節翌日，及後一天（星期一）的復活節星期一（復活節補假日）。 耶穌受難節是悼念耶穌受難，復活節則是歡慶耶穌復活。坊間通常把這三天假期泛稱「復活節」，甚少提及「耶穌受難節」。 此假期可能與清明節重疊，例如1969年、1980年、1985年、1988年、1999年、2010年、2015年、2021年、2026年等，其中2021年的清明節為4月4日星期日，翌日4月5日星期一補假，但4月5日星期一又與復活節星期一重疊，故4月6日星期二以「復活節星期一翌日」名義再補假，並出現三個罕見之處： 1. （半罕見）出現連續五天的長假期，而且無須請假也能直接連放。不過在2026年或之前，出現五天假期的機會為一般，未算真正的罕見，如1988年、1996年、1999年、2007年、2010年等，每三至六年出現一次。 2. （極罕見）出現連續兩天補假日子。（註：不是連續兩天假期） 3. （最罕見）出現以「復活節星期一翌日」名義的假期。 在1969年，由於清明節（4月5日，星期六）與耶穌受難節翌日同在一日，故安排於3月31日（星期一）補假。 在1980年，由於清明節（4月4日，星期五）與耶穌受難節同在一日，故安排於3月31日（星期一）補假。 在1985年，由於清明節（4月5日，星期五）與耶穌受難節同在一日，故安排於7月29日（星期一）補假。 1988年起，如泛復活節假期與清明節同在一日，故該假期之後第一個工作日將訂為補假日。 現時不是法定假日，復活節星期一、耶穌受難節和耶穌受難節翌日，將分別於2026年、2028年和2030年起成為法定假日。 |
| 復活節星期一             | 3月20日至4月26日其中一個連續的星期五、六、一，連同星期日，連續四天假期 即最早為3月20日至23日、最晚為4月23日至26日 |                | 日期根據復活節計算表冊而定（有爭議，詳見復活節日期爭議條目）。 如3月21日春分當日適逢月圓日，則復活節會在春分後首個星期日（但如春分適逢星期日，則復活節不會在當天，而是在一個星期後的3月28日星期日）；如春分當日非月圓日，則復活節會在春分後首個月圓日再之後的首個星期日（倘若月圓日適逢星期日，則復活節不會在當天，而是在之後的一個星期日）。但2021年罕有地不是出現在月圓日（3月26日星期五）後的星期日（3月28日），而是在那個星期日後再過多七天的星期日（4月4日）。 注意計算復活節的「春分」和「月圓」，是根據天主教會曆書的定義，和天文學的定義略有不同。計算復活節的「春分」，固定在3月21日（二十四節氣的「春分」則圍繞3月20日至22日之間，故未必是同一天），「月圓」相當於農曆二月十四日或閏二月十四日或三月十四日。 根據此計算法，復活節最早在3月22日，最晚在4月25日。 在香港，假期則是復活節前兩天（星期五、星期六）的耶穌受難節、耶穌受難節翌日，及後一天（星期一）的復活節星期一（復活節補假日）。 耶穌受難節是悼念耶穌受難，復活節則是歡慶耶穌復活。坊間通常把這三天假期泛稱「復活節」，甚少提及「耶穌受難節」。 此假期可能與清明節重疊，例如1969年、1980年、1985年、1988年、1999年、2010年、2015年、2021年、2026年等，其中2021年的清明節為4月4日星期日，翌日4月5日星期一補假，但4月5日星期一又與復活節星期一重疊，故4月6日星期二以「復活節星期一翌日」名義再補假，並出現三個罕見之處： 1. （半罕見）出現連續五天的長假期，而且無須請假也能直接連放。不過在2026年或之前，出現五天假期的機會為一般，未算真正的罕見，如1988年、1996年、1999年、2007年、2010年等，每三至六年出現一次。 2. （極罕見）出現連續兩天補假日子。（註：不是連續兩天假期） 3. （最罕見）出現以「復活節星期一翌日」名義的假期。 在1969年，由於清明節（4月5日，星期六）與耶穌受難節翌日同在一日，故安排於3月31日（星期一）補假。 在1980年，由於清明節（4月4日，星期五）與耶穌受難節同在一日，故安排於3月31日（星期一）補假。 在1985年，由於清明節（4月5日，星期五）與耶穌受難節同在一日，故安排於7月29日（星期一）補假。 1988年起，如泛復活節假期與清明節同在一日，故該假期之後第一個工作日將訂為補假日。 現時不是法定假日，復活節星期一、耶穌受難節和耶穌受難節翌日，將分別於2026年、2028年和2030年起成為法定假日。 |
| 勞動節                   | 5月1日 |                | 源於紀念1886年5月1日在美國芝加哥發生的乾草市場事件，後演變為表揚勞工對社會及經濟作出的貢獻。 如當日為星期日，5月2日星期一將訂為補假日。 |
| 佛誕                     | 4月28日至5月29日其中一天                                                                                          | 四月初八       | 紀念釋迦牟尼誕辰，亦稱浴佛節。 至今以來，只有2012年罕有地在4月28日出現（但未來將於2069、2088年時再出現）外，其他年份最早都只會在4月30日出現（2001年、2020年、2039年等）。 1974年的佛誕，亦罕有地在4月29日出現（但當時佛誕尚未定為公眾假期）。 更罕見出現在5月29日，如1955年罕有地在5月29日出現（但當時佛誕尚未定為公眾假期），因基本上小滿需在5月22日才有機會出現。 如當日為星期日，農曆四月初九星期一將訂為補假日。 2022年起成為法定假日。 |
| 端午節                   | 5月26日至6月26日其中一天                                                                                          | 五月初五       | 紀念屈原（有爭議，詳見端午節條目）。 較少出現在5月27日，例如2039年。更罕見的是出現在5月26日或6月26日，因基本上夏至在前者需要在6月20日，而在後者需要在6月22日，才有機會出現。 如當日為星期日，農曆五月初六星期一將訂為補假日。 |
| 香港特別行政區成立紀念日 | 7月1日 |                | 紀念1997年7月1日香港主權移交中華人民共和國。亦稱香港回歸紀念日。 1997年，主權移交中華人民共和國之時，其翌日7月2日星期三亦是公眾假期，而之後只有7月1日是公眾假期，除非7月1日與星期日重疊，以7月2日補假。 如當日為星期日，7月2日星期一將訂為補假日。 |
| 中秋節翌日               | 9月8日至10月9日其中一天                                                                                           | 八月十六       | 中秋節源於「嫦娥奔月」的中國神話，吉祥物是玉兔。又因此夜月亮滿圓，所以同時以圓月、人月團圓作節日主題。亦由於其節日主題環繞月亮，令其相關活動集中在晚上，故特別把假日設於翌日而非當日，讓市民可於中秋節當晚盡情進行活動後，翌日休息。 較少出現在10月9日，如1919、1938年，因基本上秋分需在9月24日才有機會出現。同樣地，亦較少出現在9月8日，如2052年，因基本上秋分需在9月22日才有機會出現。 如當日為星期日，農曆八月十七星期一將會以「中秋節後第二日」名義訂為補假日。 1983年至2010年間，如當日為星期日，農曆八月十五星期六將訂為補假日。首次發生在1995年9月9日星期六，而最後一次則發生在2009年10月3日星期六。 |
| 國慶日                   | 10月1日 |                | 紀念1949年10月1日中華人民共和國中央人民政府在北京成立。1997年及1998年，10月2日為國慶日翌日公眾假期（但10月2日不是法定假日）。 1999年起，新增勞動節及佛誕為公眾假期，同時取消10月2日的國慶日翌日及8月中旬的抗日戰爭勝利紀念日公眾假期（除非10月1日與星期日及／或中秋節翌日重疊，則會於10月2日以國慶日翌日名義補假），以保持公眾假期每年17天。 如當日為星期日，10月2日星期一將訂為補假日。 |
| 重陽節                   | 10月1日至11月1日其中一天                                                                                          | 九月初九       | 起源有多種說法，較廣為人知的一個說法，是古時曾有人得神仙指點，謂某年九月初九會有瘟疫爆發，須登山避疫，後來他人紛紛仿效，形成了九月初九登山的習俗，再後來演變成登山之餘順道拜祭先人，所以亦是除清明節外，另一個登山掃墓、拜祭先人的日子，即秋祭。 除1919年、1995年是在11月1日及1976年11月1日於翌日補假外，其他年份都在10月。 如當日為星期日，農曆九月初十星期一將訂為補假日。 |
| 聖誕節                   | 12月25日 |                | 紀念耶穌誕辰的基督宗教節日，但同時亦是世界狂歡與消費節日，對於大部份人來說，焦點在如何與愛侶共渡、或尋找愛侶、或向意中人表白等愛情事宜上，儼如另一個情人節。節日活動及氣氛，則以前一晚（12月24日）的聖誕夜（香港人一般稱為「平安夜」）為最高潮時期。 雖是法定假日，但法例容許根據法定假日放假的機構，選擇聖誕節不放假，以冬節代替。 如當日為星期日，12月27日星期二將會以「聖誕節後第二個周日」名義訂為補假日。 |
| 聖誕節後第一個周日       | 12月26日 |                | 即節禮日，起源有多種說法，現在一般視為聖誕節的延續。香港人普遍誤解此日為「拆禮物日」，以為聖誕禮物必須待到此日才可拆開，但其實西方文化圈中，聖誕禮物早在24日晚上聖誕夜（香港人一般稱為「平安夜」）、或25日聖誕節早上已經拆開，並無待至26日節禮日才拆開聖誕禮物的習俗。 名稱中的「周日」不是指星期日（亦因此不使用「週日」），而是英文Weekday的直接翻譯（政府對這天的英文稱謂為The first weekday after Christmas Day），坊間通常稱為Boxing Day。 如果12月26日是星期日，本假期則出現在12月27日星期一。 2024年起成為法定假日。 |

### 公眾假期以外的假期
以下日子，雖然不是公眾假期，但按照約定俗成，部份機構或會放假或提早下班：
| 假期名稱 | 公曆 （西曆）             | 華夏曆法/ 農曆                     | 簡介及備註 |
| -------- | ------------------------- | ---------------------------------- | --- |
| 星期六   | 每個星期六                |                                    | 日校中、小學及幼稚園不用上課（除非有活動或補課），股市則全天休市。 2006年前，大部份企業機構上午上班，中午下班、下午放假，亦有全天放假或全天不放假。 2006年，部份政府部門推行五天工作制，實行全天放假，部份非政府機構及企業跟隨，全天放假的機構有所增加。 如與公眾假期重疊，不會作出補假。 |
| 農曆除夕 | 1月20日至2月19日 其中一天 | 十二月廿九或三十（正月初一前一天） | 農曆新年前夕，準備迎接及慶祝農曆新年的日子。部份企業機構會提早下班，香港股市亦僅上午開市，下午則休市。 1983年至2010年間，如農曆年初一、年初二或年初三為星期日，當日將訂為補假日。首次發生在1983年2月12日星期六，而最後一次則發生在2010年2月13日星期六。                                   |
| 中秋節   | 9月7日至10月8日 其中一天  | 八月十五                           | 部份企業機構會提早下班。 1983年至2010年間，如中秋節翌日為星期日，當日將訂為補假日。首次發生在1995年9月9日星期六，而最後一次則發生在2009年10月3日星期六。 |
| 冬節     | 12月21日或22日            |                                    | 即節氣中的冬至。部份機構或會提早下班，根據法定假日放假的機構，或會全天放假，以取代聖誕節假期。 |
| 平安夜   | 12月24日                  |                                    | 聖誕節前夕，準備迎接及慶祝聖誕節的日子，當晚更是聖誕節活動及氣氛的最高潮時期，較聖誕節當日尤有過之。部份企業機構會提早下班，香港股市亦僅上午開市，下午則休市。 |
| 除夕     | 12月31日                  |                                    | 元旦前夕，準備迎接及慶祝新年的日子。部份企業機構會提早下班，香港股市亦僅上午開市，下午則休市。 |

### 法定假日
名義上，香港每年有17天公眾假期（俗稱「銀行假期」、「寫字樓假期」、「紅字」、「紅日」等，香港版本的日／月／年曆上，該17日通常以紅色標示），但根據 香港法例第149章《公眾假期條例》第2條《釋義》，該17天是銀行、教育機構、公共機構辦事處和政府部門遵守為假期的日子。如非上述機構，並不適用於《公眾假期條例》，而只須根據 香港法例第57章《僱傭條例》第39條《假日的給予》 的規定，給予僱員法定假日（俗稱「勞工假期」、「工廠假期」等）。但亦有機構給予僱員《公眾假期條例》規定的每年17天假期。
任何僱員，只要是《僱傭條例》下的連續性合約，即連續4星期，每星期均為同一僱主工作18小時或以上的僱員（俗稱「418」），都可享有法定假日。如法定假日與僱員的休息日重疊（即每星期例假，通常是星期日），應於下一個工作日補假。該補假須並非法定假日、代替假日或休息日的日子。如僱員已按連續性合約受僱滿三個月，便可享有相等於僱員該日正常工資的假日薪酬。如果僱主要求僱員在法定假日工作，便須在事前至少48小時通知僱員，並在該法定假日前或後60日內安排另定假日給僱員。如雙方同意，僱主可在法定假日或另定假日的30天內安排代替假日給僱員。
法定假日現時為每年14天，一直較公眾假期為少，僅部份公眾假期同時是法定假日（至2030年為止），即上表以黃色列出的假日。現時除3天泛復活節（即耶穌受難節 、耶穌受難節翌日、復活節星期一）外，其餘14天公眾假期，均同時是法定假日。較特別是聖誕節，雖為法定假日，但依據法定假日放假的機構，可選擇以冬節取代（由僱主選擇）。
法定假日於1962年制定，當時每年僅有6天，其後數度增加，1977年增至每年10天、1983年增至每年11天、1999年增至每年12天、2022年增至每年13天、2024年增至每年14天、2026年將增至每年15天、2028年將增至每年16天、2030年將增至每年17天，和公眾假期一致。
換言之，有部份公眾假期（現為3天泛復活節，過往尚有佛誕、聖誕節後第一個周日等），屬「不是法定假日的公眾假期」（至2030年為止），僱主如非《公眾假期條例》內指定的機構，及無在僱傭合約註明僱員可享有公眾假期的話，便有權要求僱員在「不是法定假日的公眾假期」期間如常上班，且不給予任何補假或補薪。亦換言之，法定假日為一相對遜色的僱員待遇，對於普羅大眾來說，所謂的公眾假期，其實只是一項額外福利，並非真正屬於「公眾」的假期。這明顯有別於大部份國家或地區，「紅色日曆」就必定是全民的假期，即使上班者亦必有補假及／或補薪的安排。
理論上，如非《公眾假期條例》指定的機構，任何僱主都可自行選擇給予僱員公眾假期或法定假日。按照不成文傳統，除了《公眾假期條例》指定的機構外，俗稱「白領」（主要是文員和會計工作）的行業企業是根據公眾假期放假，只有俗稱「藍領」（傳統上指第二產業，現在可泛指「白領」以外的大部份工種）的行業才會根據法定假日放假，例如製造、建造、紡織、維修、貿易、工程、傳媒、保安、潔淨、運輸、物流、批發、零售、餐飲、酒店、客戶服務等，以上述行業為核心業務的公司，即使是文職崗位僱員，通常也是根據法定假日放假。
1997年金融風暴後，失業率大幅飆升，部份原本給予公眾假期（每年17天）的僱主，看準僱員求職困難，於是紛紛改為只給予法定假日（1998年為每年11天、1999至2021年為每年12天），以在不加薪的情況下，削減僱員假期及增加工時。只能享用法定假日的僱員，一度有增加趨勢。
早在1981年6月，香港政府曾就這兩種假期制度分歧的問題，展開公眾諮詢，研究統一的可能性，諮詢結果一如所料：勞方要求增加法定假日至和公眾假期一致，而資方則反對增加法定假日。政府便採取折衷方案：先於1983年起，新增1天法定假日（詳見下文「香港節日的演變」)，打算日後再檢討。但自此以後，此事便不了了之，再無下文。至1999年，才因新增勞動節，而令法定假日增加1天至每年12天，但與每年17天的公眾假期相比，仍然少了5天。而民間、工會組織、甚至個別以爭取勞工權益為重點政綱的議員，對法定假日此一相對遜色的僱員待遇、兩種假期制度分歧的態度，亦一直十分冷淡，鮮有不滿聲音。
2008年5月，立法會議員李卓人提出私人議案，建議把所有公眾假期納入法定假日，雖然出席議員過半數贊成且僅一名議員反對，但在分組點票制度下，仍被否決。
2012年2月，行政長官選舉候選人唐英年，參選政綱提及建議逐步增加法定假日，由當時的每年12天，每年遞增1天，直到5年後增至每年17天，和公眾假期一致為止。但隨著唐英年落選，此事又再不了了之。
2020年1月14日，因2019年反修例運動的嚴重社會動盪及人道危機，時任行政長官林鄭月娥公布多項民生政策措施，包括建議逐步增加法定假日，至和公眾假期一致，交由勞工顧問委員會討論。
政府於2021年3月5日刊憲《2021年僱傭（修訂）條例草案》，該條例草案於同月17日提交立法會，同年7月7日獲立法會通過，同月16日刊憲，落實2022年起，法定假日每兩年遞增1天，即逢雙數年份，均把1天「不是法定假日的公眾假期」納入法定假日，依次為佛誕（2022年）、聖誕節後第一個周日（2024年）、復活節星期一（2026年）、耶穌受難節（2028年）、耶穌受難節翌日（2030年），至2030年，法定假日將和公眾假期一致（星期日除外）。
另外還有一種情況，如前述，僱員必須符合「418」，方能享用法定假日。一些兼職或臨時僱員，由於工時少於每星期18小時及／或僱用期少於連續4星期，又或一些無良僱主，為合法逃避《僱傭條例》規定的僱員福利（包括及不限於法定假日），逐刻意安排僱員每工作少於4星期便停工一段時期，致不能構成「418」，這些僱員連法定假日也不能享用，他們不論在公眾假期或法定假日上班，僱主也有權不給予任何補假或補薪，這也造成了不少的社會問題。

### 學校假期
絕大部份日校中、小學及幼稚園，除了所有星期六、星期日和公眾假期當天放假外，還有很多其它假期。例如農曆新年、復活節和聖誕節，除了星期六及星期日和公眾假期當天外，還會另外於星期一至五放假約5至10天，可以串連成連續約10天或以上假期。每年有1至3天教師發展日及1至3天學校自決假期，學生不用回校上課。7月上、中旬至8月下旬為最長暑假，個別專上院校，更早在4月下旬已開始暑假，至9月上旬完結，為期長達約4個月。一些學校大型活動（例如運動會、家長日、旅行、畢業禮等）翌日、國父孫中山先生誕辰紀念日（公曆11月12日）等，亦可能會放假一天。道教團體主辦的學校在道祖誕（農曆二月十五）、孔教團體主辦的學校在孔聖誕（農曆八月廿七或公曆9月28日），或會放假一天。而伊斯蘭教團體主辦的學校在古爾邦節（伊斯蘭曆12月10日），會放假數天。有少數族裔學生的學校可能會專設特定族裔、宗教假期，或要由學生自行請假。個別國際學校會設立與聯繫國家相關的節日（如國慶）為學校假期。
2022年，因應第五波疫情，加上政府需徵用校舍作全民強制檢測（後期宣布已暫緩，及後不了了之），因此暑假將調整到3月初至4月復活節後，而該學年的最後一個上學日將延遲至8月12日。
此外，由於在近年立法會及區議會選舉中，需借用部份學校校舍作票站，需在投票日翌日早上才能把校舍歸還校方，因而妨礙學校的正常運作，更有學校因此而不借出校舍作為票站，故教育局根據選管會建議，在2020年6月向學校發出通告，要求所有學校（不論有否借出校舍作票站）須把立法會及區議會選舉（不包括補選）投票日翌日，訂為學校假期，以減低投票對學校運作的影響。
「學校假期」一般是指學生不用回校上課，但亦可能須回校出席活動或補課，期間學校教職員未必放假。
| 節日                     | 開始時間                 | 結束時間                | 維持日數 |
| ------------------------ | ------------------------ | ----------------------- | -------- |
| 聖誕節及新年（元旦）假期 | 2024年12月23日（星期一） | 2025年1月1日（星期三）  | 10日     |
| 農曆新年假期             | 2025年1月24日（星期五）  | 2025年2月4日（星期二）  | 12日     |
| 復活節假期               | 2025年4月18日（星期五）  | 2025年4月26日（星期六） | 9日      |
| 暑假                     | 2025年7月11日（星期五）  | 2025年8月30日（星期六） | 51日     |

### 公眾假期與逢星期六、星期日、其他公眾假期重疊的處理方法
當公眾假期與星期六重疊，即使實行五天工作，亦不設任何補假。如與星期日或其他公眾假期重疊，則會另日補假。一般而言，補假會在該假日之後下一個工作日，或由行政長官會同行政會議藉在憲報刊登的命令，指定取代該日的另一日。
以香港現行的公眾假期安排而言，與星期六重疊的公眾假期，每年最多可達5天，最少也有1天，因耶穌受難節翌日鐵定於星期六，以2011年至2046年這36年計算，共有100天，平均每年為2.78天。雖然星期六不是公眾假期或法定假日，但按照約定俗成，不少機構在星期六均會提早下班甚至全天放假（尤其2006年起，部份政府部門推行5天工作制，部份非政府機構及企業跟隨，星期六全天放假更為普遍），形成假期重疊卻沒有補假，使不少僱員損失了部份假期。因此，除非索性放棄星期六提早下班或全天放假，從事星期六全天上班（或任何每週上班6天）的工作，否則所謂每年17天的公眾假期，根本不可能完全放足（最多也能只放16天）。
有關安排被指對部份每週上班5天的僱員不公平，2011年，時任立法會議員馮檢基曾經在事務會議中，詢問時任勞工及福利局局長張建宗相關問題，建議在節日前一天或後一天補假，但張建宗表示，建議會導致機構在節日當天要繼續辦公，非每週工作5天的僱員亦要如常上班，反而對該等僱員不公平，所以無意改動安排。
較特殊的，是1983年至2010年間，農曆年初一、二、三和中秋節翌日，與星期日重疊的補假方式。在1982年及之前，這些假日和其他假日一樣，如與星期日重疊，會於該天後，即農曆年初四和八月十七補假；但後來考慮到有意見（尤以女性僱員而言）認為，如把補假安排於前一天，即農曆除夕和中秋節，可以方便僱員按華夏傳統，為家人準備晚餐團聚，以及與家人一起享受一年中最重要的相聚時刻。故由1983年起，更改了補假方式，這些假日如與星期日重疊，改為於該天前，即農曆除夕和中秋節補假。這等同把補假定於星期六及／或農曆除夕，這些日子雖然不是公眾假期或法定假日，但按照約定俗成，不少機構在這些日子本身會提早下班甚至全天放假，令不少僱員損失假期。而根據這種補假方式，與星期六重疊的公眾假期（包括其補假），每年最多可達6天（英治時期）或5天（特區時期）。例如2009年和2010年，便連續兩年出現此最惡劣情況：2009年與星期六重疊的公眾假期，有清明節、耶穌受難節翌日、佛誕、聖誕節後第一個周日，且由於該年中秋節翌日與星期日重疊，故以中秋節，即星期六補假；2010年與星期六重疊的公眾假期，則有耶穌受難節翌日、勞動節、重陽節、聖誕節，且由於該年農曆年初一與星期日重疊，故以農曆除夕，即星期六補假。即連續兩年，連同補假在內，與星期六重疊的公眾假期，均為達上限的5天，造成不少假期損失。
2010年農曆年初一（2月14日）與星期日重疊，當局依例安排農曆除夕（2月13日）星期六補假，形成了上述的假期損失。2010年2月13日，農曆除夕，時任行政長官曾蔭權在沙田年宵市場被傳媒問及有關問題時，表示曾與勞工及福利局局長張建宗討論過有關問題，並研究修改有關法例，避免再出現同樣情況。
就此，政府於2011年向立法會提交《2011年公眾假期及僱傭法例（補假安排）（修訂）條例草案》（下簡稱「該修訂」），提出日後農曆年初一、二、三和中秋節翌日，如與星期日重疊，將改回1982年及之前的補假方式，於該天後，即農曆年初四和八月十七補假，以避免上述的損失假期問題，該修訂於同年12月14日通過，《2011年公眾假期及僱傭法例（補假安排）（修訂）條例》於2012年2月24日生效。
2011年及2012年，農曆年初一、二、三和中秋節翌日均沒有與星期日重疊。
2013年，為該修訂生效後，首次農曆年初一（2月10日）與星期日重疊，故以農曆年初四（2月13日）星期三補假，也是該修訂生效後首次實行。
2022年，為該修訂生效後，首次中秋節翌日（9月11日）與星期日重疊，故於農曆八月十七（9月12日）星期一 ，以「中秋節後第二日」名義補假。
然而，所有公眾假期（包括農曆年初一、二、三和中秋節翌日）與星期六重疊均無補假的問題，至今仍未有改善。
即使該修訂生效，與星期六重疊的公眾假期，理論上每年最多仍可達5天，但這情況僅於1999年出現過（該年農曆年初一、二、三和中秋節翌日均沒有與星期日重疊，無出現以星期六補假的情況，但與星期六重疊的公眾假期，仍多達5天，分別為耶穌受難節翌日、勞動節、佛誕、中秋節翌日、聖誕節），2011年至2046年這36年間，與星期六重疊的公眾假期，每年最多為4天，平均為2.78天，見下表（2027年及以後的公眾假期尚未公佈，以假設《公眾假期條例》至2046年仍無再修訂計算；由於1997年7月1日香港主權移交中華人民共和國起，實行的一國兩制、50年不變期限，將於2047年7月1日屆滿，其後香港實行的法律及制度仍未知，故2047年及以後暫不作計算）。
| 年份 | 與星期六重疊的公眾假期                                       | 天數 |
| ---- | ------------------------------------------------------------ | ---- |
| 2011 | 一月一日、農曆年初三、耶穌受難日翌日、國慶日                 | 4    |
| 2012 | 耶穌受難節翌日、佛誕、端午節                                 | 3    |
| 2013 | 耶穌受難節翌日                                               | 1    |
| 2014 | 農曆年初二、清明節、耶穌受難節翌日                           | 3    |
| 2015 | 農曆年初三、耶穌受難節翌日、端午節、聖誕節後第一個周日       | 4    |
| 2016 | 耶穌受難節翌日、佛誕、國慶日                                 | 3    |
| 2017 | 農曆年初一、耶穌受難節翌日、香港特別行政區成立紀念日、重陽節 | 4    |
| 2018 | 農曆年初二、耶穌受難節翌日                                   | 2    |
| 2019 | 耶穌受難節翌日、中秋節翌日                                   | 2    |
| 2020 | 農曆年初一、清明節、耶穌受難節翌日、聖誕節後第一個周日       | 4    |
| 2021 | 農曆年初二、耶穌受難節翌日、勞動節、聖誕節                   | 4    |
| 2022 | 一月一日、耶穌受難節翌日、國慶日                             | 3    |
| 2023 | 耶穌受難節翌日、香港特別行政區成立紀念日、中秋節翌日         | 3    |
| 2024 | 農曆年初一、耶穌受難節翌日                                   | 2    |
| 2025 | 耶穌受難節翌日、端午節                                       | 2    |
| 2026 | 耶穌受難節翌日、中秋節翌日、聖誕節後第一個周日               | 3    |
| 2027 | 農曆年初一、耶穌受難節翌日、勞動節、聖誕節                   | 4    |
| 2028 | 一月一日、耶穌受難節翌日、香港特別行政區成立紀念日           | 3    |
| 2029 | 耶穌受難節翌日、端午節                                       | 2    |
| 2030 | 耶穌受難節翌日、重陽節                                       | 2    |
| 2031 | 農曆年初三、清明節、耶穌受難節翌日                           | 3    |
| 2032 | 耶穌受難節翌日、勞動節、端午節、聖誕節                       | 4    |
| 2033 | 一月一日、耶穌受難節翌日、國慶日／重陽節                     | 3    |
| 2034 | 耶穌受難節翌日、香港特別行政區成立紀念日                     | 2    |
| 2035 | 農曆年初三、耶穌受難節翌日                                   | 2    |
| 2036 | 耶穌受難節翌日、佛誕                                         | 2    |
| 2037 | 耶穌受難節翌日／清明節、重陽節、聖誕節後第一個周日           | 3*   |
| 2038 | 農曆年初三、耶穌受難節翌日、勞動節、聖誕節                   | 4    |
| 2039 | 一月一日、耶穌受難節翌日、佛誕、國慶日                       | 4    |
| 2040 | 耶穌受難節翌日                                               | 1    |
| 2041 | 農曆年初二、耶穌受難節翌日                                   | 2    |
| 2042 | 耶穌受難節翌日                                               | 1    |
| 2043 | 耶穌受難節翌日、佛誕、聖誕節後第一個周日                     | 3    |
| 2044 | 農曆年初一、耶穌受難節翌日、國慶日、重陽節                   | 4    |
| 2045 | 農曆年初二、耶穌受難節翌日、香港特別行政區成立紀念日         | 3    |
| 2046 | 耶穌受難節翌日                                               | 1    |

1. ↑  2033年國慶日和重陽節均為10月1日星期六，預計會於10月3日星期一以「國慶日後第二日」或「重陽節後第二日」名義補假。
2. ↑  2037年耶穌受難節翌日和清明節均為4月4日星期六，預計會於4月7日星期二以「清明節後的周日」名義補假，或4月6日星期一先以「清明節後第二日」名義補假，再於4月7日星期二以「復活節星期一翌日」名義補假。

- 其中4年，1天公眾假期與星期六重疊（2013、2040、2042、2046），佔約11.11%（小數點後二位四捨五入，下同，故總數或非100%）；
- 其中10年，2天公眾假期與星期六重疊（2018、2019、2024、2025、2029、2030、2034、2035、2036、2041），佔約27.78%；
- 其中12年，3天公眾假期與星期六重疊（2012、2014、2016、2022、2023、2026、2028、2031、2033、2037、2043、2045），佔約33.33%；
- 其中10年，4天公眾假期與星期六重疊（2011、2015、2017、2020、2021、2027、2032、2038、2039、2044），佔約27.78%。
- 沒有任何一年有5天公眾假期與星期六重疊。
- 36年共100天公眾假期與星期六重疊，平均每年約2.78天。以上還未計算前述「公眾假期以外的假期」與星期六、日重疊的情況。

## 節日與港人生活
香港人非常重視農曆新年及清明節，但也較受到西方節日（例如情人節、復活節和聖誕節等）感染，即使如此對中國傳統節日的重視程度也沒有減少。
更重要的是，香港人對假期的觀念有轉變。隨着時代轉變，香港人對節慶的習俗亦日趨簡化，甚至變得有所商業化。例如香港人渡過農曆新年時，會依照習俗，農曆新年前「辦年貨」和逛年宵市場，農曆新年期間張貼年畫和揮春等賀年裝飾品、舞獅、到廟宇、佛寺拜神禮佛祈福、吃年糕和煎堆等賀年食品、派利是、到親戚家裡拜年等等。但拜年卻只求拜過，通常不會依照年初一拜夫家，年初二拜娘家，年初三赤口不拜年的傳統規則。又例如中秋節，不少香港人只會購買月餅和燈籠應節、吃團圓飯。而政府對節日活動的禁制甚多，例如農曆新年不准燃放炮仗，舞獅亦有一定限制、中秋節不准「煲蠟」、聖誕節不准「噴雪」等，亦削弱了節日氣氛。
除了以上公眾假期外，一些非公眾假期的節日，例如情人節、白色情人節、萬聖節、母親節、父親節等，近年在商人透過廣告宣傳和商場佈置裝飾，催谷消費下，亦出現相當的節日氣氛，傳媒亦對其節日活動有所報導，不比公眾假期節日遜色。

## 香港節日的演變

### 英治時期（1841－1941、1945－1997）

#### 公眾假期
早在香港開埠初期的1875年，香港政府已訂立《公眾假期條例》（Public Holidays Ordinance），訂明元旦、農曆新年、耶穌受難節、復活節後星期一、聖靈降臨節（復活節後五十天）後星期一、英王壽辰、8月第一個星期一（夏至與秋分中間的英國傳統收割節 Lammas Day）、聖誕節、聖誕節翌日是公眾假期及銀行假期，所以公眾假期也俗稱「銀行假期」。 其後條例經多次修訂，英文名稱亦改為General Holidays Ordinance。該條例指明政府部門在假期當日暫停辦公，亦規定銀行在假期當日無須辦理與可轉讓票據有關的付款等事宜。值得注意的是，該條例只是方便政府和商業運作，並無規定僱主必須讓僱員於公眾假期當天放假，部份僱員可在公眾假期放假，純粹是僱主給予的額外福利。
當時洋人一般跟隨英國的習慣慶祝節日，而華人則會慶祝中國傳統節日。最初華人假期只有農曆新年為公眾假期。英國租借新界後，1899年起港府每年將農曆年初二（農曆新年之後的工作天）亦宣佈為假期， 到1923年，將這安排立例。 華人的其他假日例如冬至、清明節、端午節、中秋節及重陽節等傳統節日及節氣，也會進行一些應節的活動，但是不會放假。
20世紀，香港公眾假期逐漸增加。1903年起，英國將維多利亞女王冥辰5月24日定為大英帝國日（Empire Day）公眾假期。 1912年香港政府認為假期集中在上半年， 在下半年增加公眾假期，包括10月第二個星期一、最近11月9日（英王愛德華七世冥辰）的星期一。 1912年起政府每年宣佈7月第一個週日（通常為7月1日，如該日為星期日，則為7月2日星期一）為公眾假期， 到1923年將這安排立例。 1930年起9月第一個星期一取代10月第二個星期一為公眾假期。
港府又將紀念日及節日定為公眾假期。1920年起洋人的和平紀念日成為假期， 取代最近11月9日的星期一。（和平紀念日紀念歐戰1918年11月11日結束，最初定為11月11日，1946年起英國定為11月12日或之前的星期日，該日之後的星期一放假； 1956年起改為11月第二個星期日，該日之後的星期一放假。）1929年起中華民國國慶日10月10日成為假期。 1941年起中秋節成為公眾假期，取代9月第一個星期一， 又取消大英帝國日（Empire Day）公眾假期。至二次大戰1941年日治時期前，華人與洋人的節假日通常各自為政。
1945年8月30日英國恢復管治香港，節假日的習慣得以恢復。1947年1月10日，香港政府修訂《公眾假期條例》，新制訂的假期有在1946年已成為假期的8月30日重光紀念日。1949年中華人民共和國成立，中華民國政府遷台，1950年香港政府宣告該年起，以10月第二個星期一取代10月10日為公眾假期（1955年的10月第二個星期一是10月10日，政府索性該年起將假期改為10月第三個星期一）。這些公眾假期主要是政府、銀行業以及與銀行業關係較密切的行業（如貿易公司）所採納。
1968年起，清明節、端午節、重陽節成為公眾假期，取代聖靈降臨節後星期一、10月第三個星期一、和平紀念日後星期一，重光紀念日由8月30日改為8月最後一個星期一，中秋節假期改為中秋節翌日放假，又額外增加農曆年初三的公眾假期。

1983年起，英女皇壽辰假期由4月21日改為英國官方慶祝日6月第二個星期六，而之後的星期一亦放假。重光紀念日之前的星期六成為公眾假期。新增兩天假期，取代7月第一個週日及8月第一個星期一公眾假期。
1983年至1997年6月30日英治時期結束期間，香港公眾假期如下（其中9天同時是法定假日，則以黃色顯示；其中4天英治時期結束後取消，則以紅色表示，該4天均不是法定假日）：

#### 公眾假期表
| 名稱                                  | 公曆 | 華夏曆法/ 農曆 | 簡介及備註 |
| ------------------------------------- | --- | -------------- | --- |
| 每個星期日                            | 每個星期日 |                | 見上文。不是法定假日。 |
| 1月份第一個週日（元旦）               | 1月1日 |                | 見上文。 |
| 農曆年初一                            | 1月21日至2月22日 其中連續三天                                                                                     | 正月初一       | 見上文。 |
| 農曆年初二                            | 1月21日至2月22日 其中連續三天                                                                                     | 正月初二       | 見上文。 |
| 農曆年初三                            | 1月21日至2月22日 其中連續三天                                                                                     | 正月初三       | 見上文。 |
| 清明節                                | 4月4日、5日 其中一天                                                                                              |                | 見上文。 |
| 耶穌受難節                            | 3月20日至4月26日其中一個連續的星期五、六、一，連同星期日，連續四天假期 即最早為3月20日至23日、最晚為4月23日至26日 |                | 見上文。不是法定假日。 |
| 耶穌受難節翌日                        | 3月20日至4月26日其中一個連續的星期五、六、一，連同星期日，連續四天假期 即最早為3月20日至23日、最晚為4月23日至26日 |                | 見上文。不是法定假日。 |
| 復活節星期一                          | 3月20日至4月26日其中一個連續的星期五、六、一，連同星期日，連續四天假期 即最早為3月20日至23日、最晚為4月23日至26日 |                | 見上文。不是法定假日。 |
| 端午節                                | 5月27日至6月26日其中一天                                                                                          | 五月初五       | 見上文。 如當日為星期日，或與其中一日泛英女皇壽辰假期同在一日，泛英女皇壽辰假期之前或之後的工作日將訂為補假日。 |
| 英女皇壽辰                            | 6月第二或第三個星期六（6月11日至6月17日其中一個星期六） 及 緊接其後的星期一                                       |                | 慶祝英國君主壽辰，依據時任君主的生日及官方所定的祝壽日子而定。自1952年起是慶祝英女皇伊利沙伯二世的生日，不過伊利沙伯二世的實際出生日期是1926年4月21日。 因為1952年4月21日仍是在佐治六世的喪期中，因此公眾假期定於6月5日。1953年至1982年，公眾假期定於4月21日，即伊利沙伯二世真正的生日；如當日為星期日或泛復活節假期，港督會同行政局藉憲報刊登的命令指定另一日為公眾假期。日期如下： 1962年4月12日（星期四）（因當天是耶穌受難節翌日） 1963年4月26日（星期五）（因當天是星期日） 1965年4月27日（星期二）（因當天最接近泛復活節假期） 1968年4月23日（星期二）（因當天是星期日） 1973年4月16日（星期一）（因當天是耶穌受難節翌日） 1974年4月25日（星期四）（因當天是星期日） 1981年4月27日（星期一）（因當天最接近泛復活節假期） 及後考慮到4月已有清明節，且泛復活節長假期也通常在4月，為免太多假期集中在4月，及英女皇官方壽辰為6月（因英國的天氣以6月較好）。故由1983年開始，公眾假期改為6月，通常為6月第二或第三個星期六（6月11日至6月17日其中一個星期六），及緊接其後的星期一。而由1912年至1982年，7月1日亦為公眾假期。 1997年6月，英治時期結束前夕，最後一次英女皇壽辰公眾假期，為配合7月1日及2日因主權移交中華人民共和國而設的香港特別行政區成立日公眾假期，故特別把英女皇壽辰公眾假期定於6月第四個星期六及緊接其後的星期一，即6月28日及30日，以連同6月29日星期日、7月1日及2日，串連成連續5天公眾假期。 不是法定假日。英治時期結束後取消。 |
| 英女皇壽辰後第一個星期一              | 6月第二或第三個星期六（6月11日至6月17日其中一個星期六） 及 緊接其後的星期一                                       |                | 慶祝英國君主壽辰，依據時任君主的生日及官方所定的祝壽日子而定。自1952年起是慶祝英女皇伊利沙伯二世的生日，不過伊利沙伯二世的實際出生日期是1926年4月21日。 因為1952年4月21日仍是在佐治六世的喪期中，因此公眾假期定於6月5日。1953年至1982年，公眾假期定於4月21日，即伊利沙伯二世真正的生日；如當日為星期日或泛復活節假期，港督會同行政局藉憲報刊登的命令指定另一日為公眾假期。日期如下： 1962年4月12日（星期四）（因當天是耶穌受難節翌日） 1963年4月26日（星期五）（因當天是星期日） 1965年4月27日（星期二）（因當天最接近泛復活節假期） 1968年4月23日（星期二）（因當天是星期日） 1973年4月16日（星期一）（因當天是耶穌受難節翌日） 1974年4月25日（星期四）（因當天是星期日） 1981年4月27日（星期一）（因當天最接近泛復活節假期） 及後考慮到4月已有清明節，且泛復活節長假期也通常在4月，為免太多假期集中在4月，及英女皇官方壽辰為6月（因英國的天氣以6月較好）。故由1983年開始，公眾假期改為6月，通常為6月第二或第三個星期六（6月11日至6月17日其中一個星期六），及緊接其後的星期一。而由1912年至1982年，7月1日亦為公眾假期。 1997年6月，英治時期結束前夕，最後一次英女皇壽辰公眾假期，為配合7月1日及2日因主權移交中華人民共和國而設的香港特別行政區成立日公眾假期，故特別把英女皇壽辰公眾假期定於6月第四個星期六及緊接其後的星期一，即6月28日及30日，以連同6月29日星期日、7月1日及2日，串連成連續5天公眾假期。 不是法定假日。英治時期結束後取消。 |
| 8月份最後一個星期一之前一個星期六     | 8月最後的星期一之前一個星期六、 8月最後的星期一                                                                   |                | 紀念1945年第二次世界大戰盟軍勝利及香港重光，英國於同年8月30日恢復管治香港，結束三年零八個月的香港日佔時期，中環皇后像廣場的和平紀念碑有官方紀念儀式。 1946年起，定於8月30日。1968年起，改定於8月第一個及最後一個星期一。1983年起，改定於8月最後一個星期一及兩天前的星期六。 不是法定假日。 英治時期結束後取消，曾新增性質類似的抗日戰爭勝利紀念日公眾假期（8月第三個星期一）（不是法定假日），雖然同為紀念二戰時對日戰爭勝利，但非紀念英國恢復管治香港，而是紀念1945年8月中旬日本無條件投降，中國抗日戰爭勝利，故日期定於8月中旬的第三個星期一。僅實行了兩年（次），即1997年8月18日及1998年8月17日，1999年起，新增勞動節及佛誕為公眾假期，由於政府堅拒增加每年公眾假期，抗日戰爭勝利紀念日不再是公眾假期，名義上與重陽節「合併」，實為取消，官方紀念儀式改為重陽節在香港大會堂紀念花園舉行。 2015年，適逢中國抗日戰爭勝利70周年，中華人民共和國國務院宣佈，該年的抗日戰爭勝利紀念日，即9月3日，為法定假日，全國放假一天。香港特區政府亦跟隨做法，把同年9月3日定為公眾假期，同時是法定假日（僅限2015年一次性）（中華人民共和國對抗日戰爭勝利紀念日的定義，為1945年9月2日簽訂《降伏文書》的翌日，即9月3日）。 |
| 8月份最後一個星期一（香港重光紀念日） | 8月最後的星期一之前一個星期六、 8月最後的星期一                                                                   |                | 紀念1945年第二次世界大戰盟軍勝利及香港重光，英國於同年8月30日恢復管治香港，結束三年零八個月的香港日佔時期，中環皇后像廣場的和平紀念碑有官方紀念儀式。 1946年起，定於8月30日。1968年起，改定於8月第一個及最後一個星期一。1983年起，改定於8月最後一個星期一及兩天前的星期六。 不是法定假日。 英治時期結束後取消，曾新增性質類似的抗日戰爭勝利紀念日公眾假期（8月第三個星期一）（不是法定假日），雖然同為紀念二戰時對日戰爭勝利，但非紀念英國恢復管治香港，而是紀念1945年8月中旬日本無條件投降，中國抗日戰爭勝利，故日期定於8月中旬的第三個星期一。僅實行了兩年（次），即1997年8月18日及1998年8月17日，1999年起，新增勞動節及佛誕為公眾假期，由於政府堅拒增加每年公眾假期，抗日戰爭勝利紀念日不再是公眾假期，名義上與重陽節「合併」，實為取消，官方紀念儀式改為重陽節在香港大會堂紀念花園舉行。 2015年，適逢中國抗日戰爭勝利70周年，中華人民共和國國務院宣佈，該年的抗日戰爭勝利紀念日，即9月3日，為法定假日，全國放假一天。香港特區政府亦跟隨做法，把同年9月3日定為公眾假期，同時是法定假日（僅限2015年一次性）（中華人民共和國對抗日戰爭勝利紀念日的定義，為1945年9月2日簽訂《降伏文書》的翌日，即9月3日）。 |
| 中秋節翌日                            | 9月8日至10月9日其中一天                                                                                           | 八月十六       | 見上文。 |
| 重陽節                                | 10月1日至11月1日其中一天                                                                                          | 九月初九       | 見上文。 |
| 聖誕節                                | 12月25日 |                | 見上文。 |
| 聖誕節後第一個週日                    | 12月26日 |                | 見上文。不是法定假日。 |

公眾假期17天，法定假日11天，法定假日為其中9天公眾假期，另加2天浮動假期，由僱主選擇何時發放，如僱主無明文指定，則通常於英女皇壽辰後第一個星期一及8月份最後一個星期一發放。

#### 法定假日
1950年代至1960年代期間，香港已經有正式的公眾假期，但是當時香港經濟模式及就業市場的職位分佈，以製造業等藍領職業為主，基於前述的《公眾假期條例》適用範圍問題，大部份香港市民都不能夠享有公眾假期。
1962年4月，香港政府因遵循國際勞工公約，每年最少6天有薪假期的規定，實施《工業僱傭（有薪假期與疾病津貼）條例》（Industrial Employment(Holidays with Pay and Sickness Allowance) Ordinance），首次為法定假日立法，規定在工廠工作的勞動工人、或月薪700港元以下的非勞動工人，可享每年6天有薪假期，分別是農曆年初一、農曆除夕或年初二（由僱主選擇其中1天）、清明節、端午節、中秋節、冬至或隨後的元旦（由僱主選擇其中1天）。這6天假期就是「法定假日」，因初期實施時的適用對象關係，所以也俗稱「勞工假期」、「工廠假期」等。
1968年9月，立法局通過新的《僱傭條例》，同時把中秋節假期從正日改為翌日，即農曆八月十六日放假，以配合華夏傳統在中秋節晚上慶祝及賞月。
1974年1月，廢除《工業僱傭（有薪假期與疾病津貼）條例》，有關法定假日的條文則納入《僱傭條例》內，使《僱傭條例》涵蓋的所有僱員，不論是否受僱於工廠，一律享有法定假日，法定假日的數量其後數度增加。
1977年，新增元旦、農曆年初三、重陽節、1天浮動假期（由僱主選擇何時發放，下同），即增至每年10天。
1983年，新增1天浮動假期，即增至每年11天。

#### 學校假期
對日校中小學學生而言，英女皇壽辰和重光紀念日這4天公眾假期中，其中1天一定在6月的星期一，另3天均一定與星期六及／或暑假重疊，因此每年一定損失最少3天假期（雖然屬泛復活節的耶穌受難節翌日也鐵定於星期六，但日校中小學學生已因復活節而獲復活節長假期，故此不論）。

#### 公眾假期與逢星期六、星期日、其他公眾假期重疊的處理方法
1982年及之前 ，所有公眾假期如與星期日或其他公眾假期重疊，均以下一個工作日補假。
1983年，政府更改了農曆年初一、二、三和中秋節翌日的補假方式，由這年起，這些假日如與星期日重疊，會於該天前，即農曆除夕（農曆十二月廿九或三十）和中秋節（農曆八月十五）補假。如前述，這種補假方式，可能造成假期損失，且一直維持了30年，至2013年才再有更改。
當時與星期六重疊的公眾假期（或其補假日），每年最多可達6天，最少也有3天，因耶穌受難節翌日、英女皇壽辰、8月份最後一個星期一之前一個星期六，均一定在星期六。以1992年及1993年為例，該兩年與星期六重疊的公眾假期，除上述3天外，1992年尚有清明節、中秋節翌日、聖誕節後第一個週日；1993年則有農曆年初一、重陽節、聖誕節。即連續兩年，與星期六重疊的公眾假期均為達上限的6天，還有1993年因農曆年初二與星期日重疊，而以農曆除夕作補假。故此造成不少假期損失。

#### 額外公眾假期
除《公眾假期條例》所列假期之外，在1941年前香港政府不時頒佈額外假期，製造長假。耶穌受難節翌日幾乎每年都定為假期，後來立為定例。聖誕前夕、12月27日、1月2日，甚至1月2-3日都曾額外定為假期；與英皇壽辰、10月10日（中華民國國慶日）、11月11日（和平紀念日）相連的星期六或星期一，亦曾定為假期，但這些安排並非必然。
香港政府在以下特別日子，定為額外公眾假期。
1887年6月21日，英女皇維多利亞登基五十週年紀念。
1887年11月9-10日，英女皇維多利亞登基五十週年香港慶典。
1890年3月31日，英國干諾和斯特拉森公爵阿瑟親王伉儷訪港首天。
1893年7月6日，英國約克公爵（後來的英皇佐治五世）婚禮。
1897年6月22-23日，英女皇維多利亞登基六十週年紀念。
1899年4月17日，新界升旗日。 
1901年2月2日，英女皇維多利亞喪禮。
1901年5月24日，英女皇維多利亞冥辰。（該年11月11日仍有英皇壽辰假期）
1902年6月26-27日，英皇愛德華七世及雅麗珊皇后加冕。 加冕因病延後，但假期無取消。
1902年8月9日，英皇愛德華七世及雅麗珊皇后加冕。
1905年12月9日，帆船大賽。
1907年2月6日，英國干諾和斯特拉森公爵阿瑟親王伉儷及幼女康諾的帕特麗西婭公主訪港首天。
1907年12月6日，中國式巡遊盛會三日的第二日。
1910年5月20日，英皇愛德華七世喪禮。
1911年6月22-23日，英皇佐治五世及瑪麗皇后加冕。
1915年11月10日，日本(第一次世界大戰盟友)大正天皇加冕。
1917年12月8日及15日， 配合參加軍訓營。 該月24日及31日再定為額外公眾假期補償， 連同聖誕假期，該月在星期日以外有6日公眾假期，為香港歷史之最。
1918年11月13日，慶祝簽定康邊停戰協定，第一次世界大戰停戰。（該年最近11月9日的星期一假期調到11月25日  ）
1919年7月19日，慶祝第一次世界大戰勝利。
1922年4月6-7日，英國皇儲愛德華（後來的英皇愛德華八世、溫莎公爵）訪港。
1925年11月27日，英皇太后雅麗珊喪禮。
1935年5月6日，英皇佐治五世登基銀禧紀念。
1936年1月28日，英皇佐治五世喪禮。
1937年5月12日，英皇喬治六世及伊利沙伯皇后加冕。
1945年10月9日，慶祝第二次世界大戰勝利，香港重光。
1946年5月1日，夏慤臨時軍政府結束，楊慕琦復任港督，恢復民政管治。
1948年5月5日，中華民國總統就職。 就職日期後來延至5月20日，但假期不更改。
1952年10月29日，英國根德公爵愛德華王子伉儷訪港。
1953年6月2-3日，英女皇伊利沙伯二世加冕。
1959年3月7日，英皇夫愛丁堡公爵菲臘親王訪港的第二天。
1971年12月6日，香港節最後一日。
1981年7月29日，英國皇儲查理斯王子（2022年登基爲查理斯三世）與戴安娜舉行婚禮。
1986年10月22日，英女皇伊利沙伯二世伉儷訪港的第二天。

### 特區時期（1997－現今）

#### 公眾假期
1997年7月1日，香港主權移交中華人民共和國，結束英治時期，進入特區時期後，兩度取消若干公眾假期，但同時新增相同天數的公眾假期，故始終維持每年17天。
1997年7月1日起，英女王壽辰、英女王壽辰後第一個星期一、8月最後一個星期一之前一個星期六、8月最後一個星期一（即重光紀念日），這4天公眾假期，因具英國殖民地意味而取消，新增香港特別行政區成立紀念日（7月1日）、抗日戰爭勝利紀念日（8月第三個星期一）、國慶日（10月1日）、國慶日翌日（10月2日）為公眾假期，其餘公眾假期不變。
1999年，取消抗日戰爭勝利紀念日和國慶日翌日公眾假期，新增勞動節（5月1日）及佛誕（農曆四月初八），一直至今。
2006年10月，香港孔教學院表示與香港的基督宗教教會達成共識，指對方接受取消泛復活節3天公眾假期中的其中1天，改為把孔子誕辰日（農曆八月廿七）列為公眾假期，此建議於2010年1月13日正式被立法會否決。
2009年3月，香港道教聯合會表示希望在2010年，申請把道祖誕（即老子誕辰日，農曆二月十五）列為公眾假期，但此事之後一直不了了之，再無下文。

#### 法定假日
1997年，取消2天浮動假期，新增香港特別行政區成立紀念日、國慶日。日數維持每年11天。
1999年，新增勞動節，即增至每年12天。
2022至2030年，逢雙數年份遞增1天，依次為佛誕（2022年）、聖誕節後第一個周日（2024年）、復活節星期一（2026年）、耶穌受難節（2028年）、耶穌受難節翌日（2030年）。
2030年，法定假日將和公眾假期一致（星期日除外）。

#### 學校假期
對日校中小學學生而言，進入特區時期後，學校假期有所增加。
如前述，泛英女王壽辰和泛重光紀念日這4天公眾假期，其中3天均一定與星期六及／或暑假重疊，即一定損失。進入特區時期後，這4天公眾假期取消，輾轉換成1999年至今的勞動節、佛誕、香港特別行政區成立紀念日、國慶日，雖然同樣4天，但這4天無一與暑假（或任何學校假期）重疊 ，亦不一定與星期六重疊，即變相增加每年最多3天學校假期（除非與星期六重疊）。
1999／2000學年起，新增每學年最多3天教師發展日，期間為學校假期 。
2020年起，新增立法會及區議會選舉（不包括補選）投票日翌日為學校假期。

#### 公眾假期與逢星期六、星期日、其他公眾假期重疊的處理方法
如前述，自1983年起，農曆年初一、二、三和中秋節翌日，如與星期日重疊，會於該天前，即農曆除夕和中秋節補假，可能造成假期損失。
2011年，政府提出修訂，日後上述假日如與星期日重疊，將改於該天後，即農曆年初四和八月十七補假，該修訂於2011年12月14日通過，2012年2月24日生效。
2013年農曆年初一（2月10日），為該修訂生效後，首次農曆年初一與星期日重疊，故以農曆年初四（2月13日）星期三補假，也為該修訂生效後首次實行。

#### 額外公眾假期
1997年、1999年和2015年，曾經出現逾17天的額外公眾假期。
1997年，因為6月30日及之前仍是英治時期，所以有英女王壽辰假期（6月28日和6月30日）。7月1日起，進入主權已移交中華人民共和國的特區時期，所以有香港特別行政區成立紀念日（7月1日和7月2日，但是僅限這年7月2日是公眾假期，以後每年的香港特別行政區成立紀念日，只有7月1日是公眾假期，除非7月1日與星期日重疊而引致翌日補假，如2012年、2018年等）、抗日戰爭勝利紀念日（8月18日）、國慶日（10月1日）和國慶日翌日（10月2日）假期，全年共20天公眾假期，成為歷來最多。
1999年，由於電腦千年蟲問題，政府應香港銀行公會的要求，特別把1999年12月31日列為額外公眾假期，相關動議在7月8日獲立法會通過，全年共18天公眾假期。
2015年，適逢中國抗日戰爭勝利70周年，國務院在5月13日宣佈將同年9月3日抗日戰爭勝利紀念日列為法定假日，全國放假1天，香港特區政府亦跟隨做法，建議將當年9月3日定為一次性公眾假期及法定假日。相關條例草案於7月9日獲立法會通過，政府在同月17日於刊憲《特別假期（2015年9月3日）條例》，全年共18天公眾假期，平了1999年記錄。

### 公眾假期與法定假日差別
本段落提及的公眾假期，以下同時是法定假日：英國王儲查理斯王子與戴安娜婚禮（1981年7月29日）、英女王伊利沙伯二世伉儷訪港的第二天（1986年10月22日）、勞動節、香港特別行政區成立紀念日（包括1997年7月2日）、抗日戰爭勝利紀念日（2015年）、佛誕（2022年開始）、國慶日。
以下為「不是法定假日的公眾假期」：復活節星期一（2025年及之前）、耶穌受難節（2027年及之前）、耶穌受難節翌日（2029年及之前）、佛誕（1999年至2021年）、國慶日翌日、抗日戰爭勝利紀念日（1997年及1998年）、1999年12月31日、泛英女皇壽辰、泛重光紀念日。

## 孔誕列作公眾假期的討論

### 歷程
2006年10月23日，香港孔教學院在孔誕當天舉行「孔聖誕環球慶祝大典」，其院長湯恩佳在致詞時指，學院自多年前己積極爭取把孔誕定作香港公眾假期，但由於政府堅持不增加每年17天的公眾假期數目，故與六大宗教團體舉行會議，並於2006年中達成共識，基督教和天主教團體願意取消3天泛復活節假期的其中1天，改作孔誕假期。他認為孔子是中國文化的象徵，是世界公認的萬世師表，在中外古今都有著異常崇高的地位，不少學者更以孔子為世界十大思想家之首。 他坦言若能將孔誕列作香港公眾假期，會於2008年起實施，與會者便能真正感受到「（孔）聖誕快樂」。
為了爭取社會的廣泛支持，該學院將於2007年發起「一人一信」及簽名運動，爭取將「孔聖誕」作為公眾假期，而湯恩佳亦已去信政府，申請將孔誕列作公眾假期，並促請政府接納建議。 其後，學院財務長劉月娟補充，政府曾回覆，只要宗教界達成共識，對有關假期變動持開放態度，但政府需時籌備，並將建議交由立法會通過。
對於將孔誕列作公眾假期的問題，香港聖公會大主教鄺廣傑認為每一個宗教也希望擁有自己的假期，故對把3天泛復活節其中1天假期改為孔誕假期表示支持，但暫未收到政府通知會實行有關安排。而香港天主教社會傳播處主任容若愚則表示，樂見孔誕列作公眾假期，至於3天泛復活節假期讓出1天給孔誕，容若愚則表示假期並非某一宗教獨享，而教會亦可於孔誕放假。另外，香港佛教聯合會成員張毅平亦認為是一件好事，他表示儒家思想在香港社會上有一定支持，孔誕假期可令大眾有一個關注儒家思想的機會，對社會有幫助。但基督教媒體《時代論壇》於兩天後則引述基督教協進會指，六大宗教在座談會上並未有正式討論及通過將「孔誕」列作公眾假期之事。
2007年1月7日，湯恩佳在出席一孔教展覽時再次表示，不少國家地區都已將孔誕定為教師節或慶祝節日（但非法定假期），而該學院亦正推動社會人士把孔誕的農曆日子（農曆八月廿七日）定為公眾假期，倘若建議成功落實，將有助發揚傳統的儒家文化。而據湯恩佳的了解，基督教的蘇以葆主教、鍾嘉樂牧師、天主教陳日君樞機均同意取消「復活節星期一」之假期，讓給孔誕。 而他在同年3月13日在學院新春團拜時，表示獲悉政府基本認同湯恩佳的建議。不過由於議案須經立法會通過，故孔誕仍未列為公眾假期。
2010年1月13日，立法會正式否決將孔子誕辰日定為公眾假期的議案。時任民政事務局局長曾德成表示，推動孔子思想及改動假期是兩回事，並認為是否把這日子訂為公眾假期必須有社會的共識。

### 各界反應
至於外界對此議題的意見，各方均有不同的看法，有教育界人士認為香港是一個包含多元文化的城市，而孔子是偉大的教育家，將孔誕列作公眾假期能表達尊敬之意。即使泛復活節公眾假期縮短，學校亦只須將其它假期調動，並保證上課日不少於190天便可。但有從事市場銷售的市民，認為刪去其中1天泛復活節公眾假期可能會影響生意。另有從事建築材料的市民感到安排不妥，認為復活節有長假期會較好。而康泰旅行社副總經理陳健鵬則認為，復活節縮短1天並不一定是壞事，因以後每逢公曆9月或10月，便有較多機會出現接連星期六至星期日的3天連假，旅行社將安排不同路線的3天團方便市民外遊，市民亦可安排在非旺季才出發。而勞工處發言人則表示，本港的法定公眾假期是經過社會廣泛諮詢而釐定，任何修訂均會對各界帶來影響，尤其是工商、金融及教育界影響為甚，故有關建議需經慎重考慮研究，取得社會共識後才推行。
把孔誕列爲公眾假期於2017年5月17日再度被提出，體育、演藝、文化及出版界議員馬逢國在立法會提議港府在公眾假期中增訂「孔聖誕日」，並刪減「復活節星期一」，但隨即受到社會人士的質疑，港府則以「未見有社會廣泛的要求」為由婉拒其建議。馬逢國在5月26日於報章專欄稱他的提議只是將其中1天的復活節假日改爲「孔聖誕日」，絕對沒有中斷「打工仔」在4月的長假期，馬又稱他的建議事前已獲五大宗教領袖同意，目的是推動儒家思想及喚起社會對傳統中華文化價值的重視，期望港府能夠進行公眾諮詢。不過其說法引起更多的質疑，因爲這樣改動相當於把原本在9月的孔誕提前5個月，也有網民留言稱馬逢國的提議只是想博取中國政府認爲他愛國，並且建議親北京議員改爲提倡設立「馬克思誕」假期，以免日後中國再次發生文革及批孔時被追究。

## 外部連結
- 將香港公眾假期加入行事曆！ - 香港政府1823
- 香港公眾假期條例 （页面存档备份，存于）
- 政府《僱傭條例》簡明指南 （页面存档备份，存于）：第4章：休息日、法定假日及有薪年假（PDF）
- 政府一站通網站：各年的公眾假期
- 勞工處網站：各年的法定假日